# Čelada Brodie
Čelada Brodie je bila britanska vojaška čelada iz prve in druge svetovne vojne. Leta 1915 jo je razvil in patentiral John L. Brodie, po katerem je čelada tudi dobila vzdevek. Izdelana je bila kot odgovor na nova orožja, ki so povzročala veliko smrtnih žrtev zaradi poškodb glave. Čelada je bila zasnovana na tradicionalni britanski srednjeveški čeladi. Sprva so jo izdelovali iz navadnega jekla  (tip A) nato pa so zanjo razvili posebno bolj odporno in vzdržljivo jeklo (tip B), ki je vojaku nudilo večjo zaščito pred šrapneli in ostalimi nevarnimi delci, ki so leteli po zraku. 
V vojaških evidencah so jo uradno označili kot Mark I. Čelada je tehtala 0,54 kg pobarvana pa je bila v različnih odtenkih sive in zelene barve. Nekatere so imele celo kamuflažni vzorec. Prvič je  prišla v uporabo aprila 1916 v bitki za St Eloi, poleg britanske vojske so jo uporabljale tudi vojske držav commonwealtha. Z vstopom ZDA v vojno je čelado začela uporabljati tudi ameriška vojsko in sicer pod oznako M1917. Do konca vojne je bilo izdelanih več kot 7,5 milijonov čelad za britansko vojsko ter 1,5 milijonov čelad za ameriško vojsko. Med obema vojnama se je čelada izredno malo spreminjala, nekaj modifikacij je bilo narejenih le na načini pritrditve, poleg vojske pa so jo začele uporabljati tudi druge državne organizacije kot so bile policija in gasilci. Leta 1940 je čelado Mark I zamenjala nekoliko posodobljena čelada Mark II to pa je leta 1944 ponovno zamenjala čelada Mark III, ki je imela popolnoma drugo obliko od prejšnjih dveh in so jo nato uporabljali vse do osemdesetih let dvajsetega stoletja. Ameriška vojska je čelado M1917 uporabljala do leta 1942 ko jo je zamenjala znamenita ameriška čelada M1.
Čeprav je od razvoja te čelade minilo že več kot 90 let jo še danes po svetu uporabljalo različne vojaške in nevojaške organizacije. Danes je čelada zelo iskana pri zbirateljih iz vsega sveta.

## Sklic
1. ↑  »War Office Pattern - The Brodie Helmet and its derivatives«. thebrodiehelmet.weebly.com. Arhivirano iz prvotnega spletišča dne 7. januarja 2016. Pridobljeno 29. aprila 2025.